# Castellare di Cerbaia

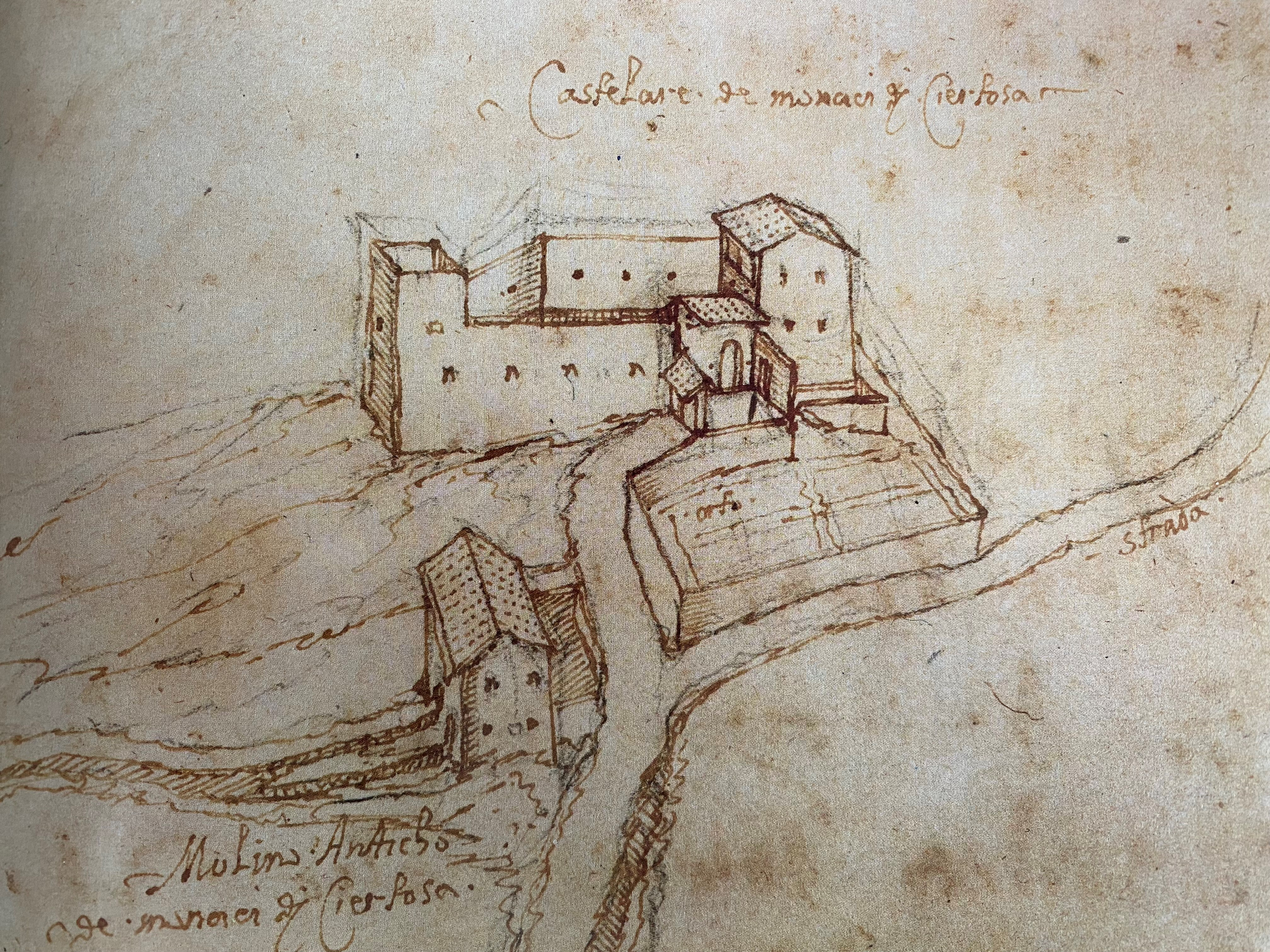
Veduta del Castellare con la torre difensiva alla sinistra, il doppio portone medievale di ingresso atto ad evitare le incursioni e di fronte il giardino e il vecchio mulino. A.S.F., Congregazioni religiose soppresse dal governo francese - 51, n.133. Disegno databile alla fine del XVI secolo circa

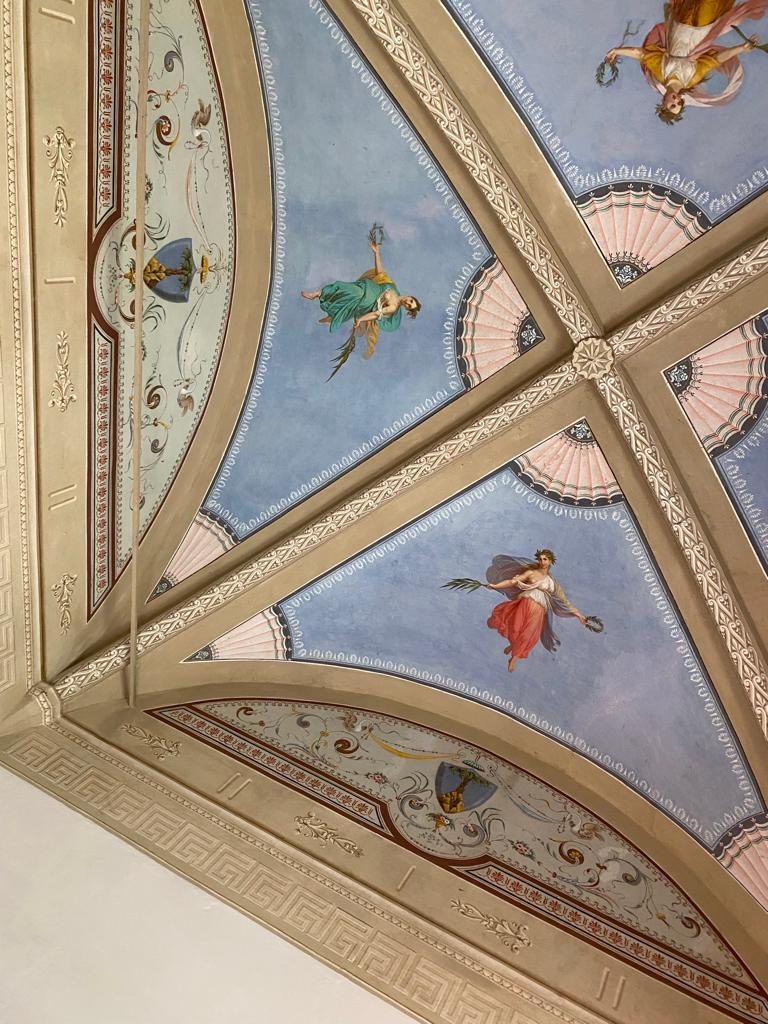
Soffitto della ex-cappella del Castellare. Al centro delle volte appare lo stemma della famiglia dei Conti

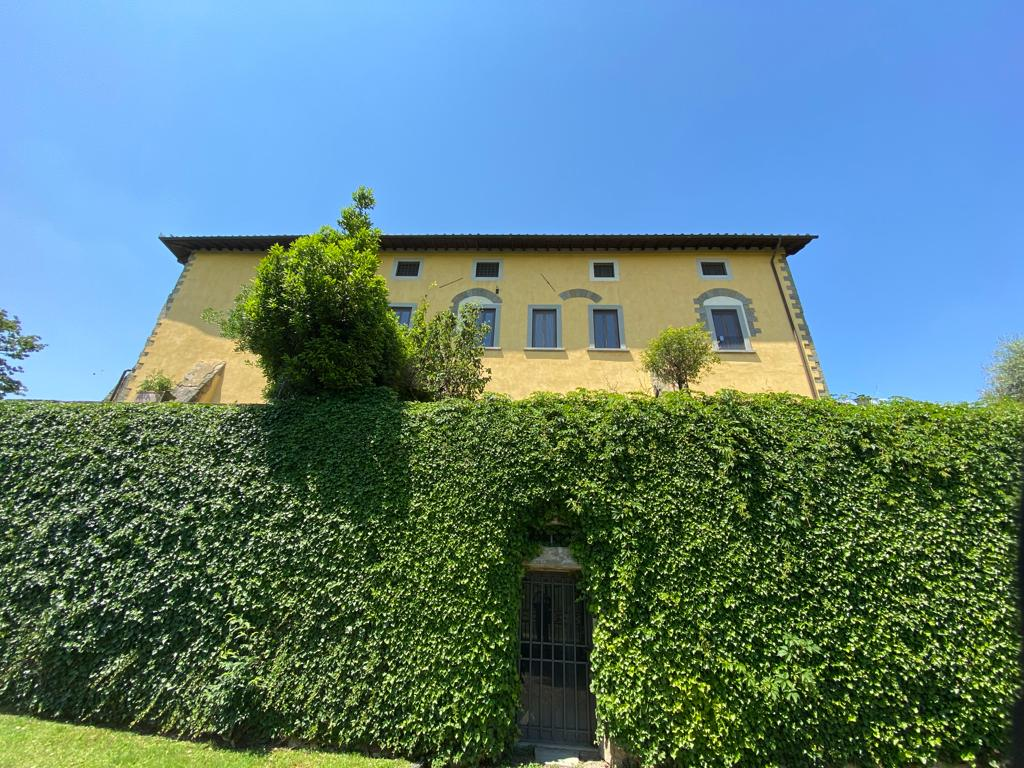
Il castellare di Cerbaia visto da est, alla base delle mura sotto il terrapieno

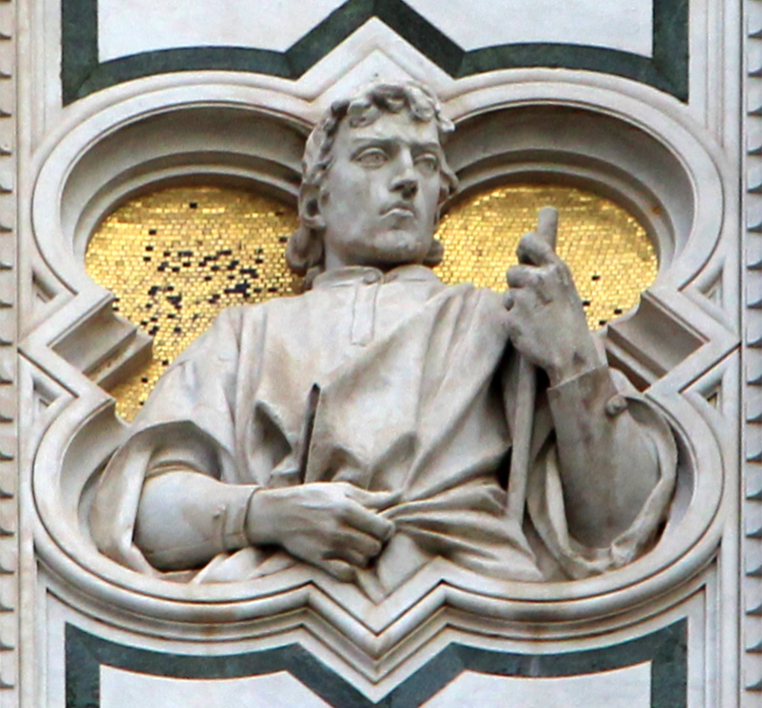
Niccolò Acciaiuoli, Santa Maria del Fiore, Firenze

Il Castellare di Cerbaia è una villa in Val di Pesa nei pressi di Cerbaia, nel comune di Scandicci in provincia di Firenze; è circondata da un parco. 

## Storia

### Ipotesi sulle origini
La villa del Castellare di Cerbaia ha un ricco passato fatto di potenza, di prestigio e di lavoro. L’edificio fu infatti costruito da Acciaiuolo Acciaiuoli, della celebre famiglia bresciana insediatisi a Firenze due secoli prima e divenuta una delle più importanti del mondo di allora. La costruzione risale agli inizi del 1300 (1320-30) con materiale recuperato da un precedente fortilizio dell’anno mille, probabilmente la rocca di Cerbaia, fortificazione da poco distrutta dall’Imperatore del Sacro Romano Impero Arrigo VII, acclamato da Dante Alighieri e venuto in Italia nel tentativo di rafforzare la causa imperiale.

### Un principe al Castellare
Nel 1340-41 Acciaiuolo morì lasciando il palazzo, come tanti suoi beni al figlio Niccolò Acciaiuoli, mente viva e spregiudicata, uomo chiave e Gran Siniscalco del regno di Napoli, che arrivò ad avere una potenza quasi maggiore degli stessi sovrani del regno Angioino. E proprio in questo contesto il Castellare, bella e sicura dimora signorile, servì da rifugio per il principe di Taranto Luigi, promesso sposo e futuro re  consorte della regina di Napoli Giovanna d'Angiò.

### Il Castellare ai Certosini
Alla morte di Niccolò, secondo il suo testamento, nel 1365 il fortilizio (Castrum seu fortilitium Castellari cum viridario) passò ai monaci della Certosa del Galluzzo, anch’essa da lui costruita a sue spese .
I frati lo destinarono a Grancia, cioè sede di fattoria e continuarono a gestire e ingrandire le vaste proprietà agricole del territorio attraverso acquisizioni e donazioni da parte delle più famose famiglie d’Italia. All’alba del ‘700 il Castellare possedeva tredici poderi, un mulino e una fornace per la costruzione e manutenzione dei loro tanti possedimenti. Particolare curioso è che il contratto d’acquisto della fornace dalle monache di S. Matteo in Arcetri fu rogato dal nobile notaio fiorentino ser Piero da Vinci, padre di Leonardo. 
Il Castellare rimase ai monaci per più di 400 anni, ad inizio del 1801 però cominciarono i problemi: tutti i monaci della Certosa si rifugiarono per tre giorni nel Castellare impauriti a causa dell’occupazione del monastero da parte dei fanti francesi che avevano occupato la Toscana. Nel 1808 poi, il governo francese della Toscana annessa all’impero Napoleonico, soppresse tutti i beni del monastero, ivi incluso il Castellare e tutte le sue fattorie.

### Dai Conti all'età moderna
Nel 1814 tornò a Firenze il granduca Ferdinando III; questi permise il ritorno dei monaci nel loro Convento, ma non rese loro i beni sottratti dai francesi, tra cui il Castellare, che venne messo in vendita e acquistato dal conte e generale pisano Gian Giuseppe Conti. Gian Giuseppe ebbe due figli: Maria Anna che si sposò con il cavaliere di gran croce Giovanni Ginori, da cui discendono gli odierni principi Ginori Conti, e Cosimo Maurizio che ereditò tutti i beni del Castellare e sposò donna Adelaide dei principi Corsini. I Conti hanno inciso profondamente sul Castellare, ridandogli l’impronta di dimora signorile risalente ai tempi degli Acciaioli. 
Alla morte di donna Adelaide il Castellare cambiò molti proprietari e cadde progressivamente in rovina fino al recupero con imponenti lavori di restauro nel 1991 da parte di una cooperativa che ha suddiviso il Castellare in appartamenti venduti a privati.